# Zwemmen op de Olympische Zomerspelen 2024 – 4×100 meter wisselslag vrouwen
De 4×100 meter wisselslag vrouwen op de Olympische Zomerspelen 2024 vond plaats op 3 en 4 augustus 2024 in de Paris La Défense Arena. Regerend olympisch kampioen was de Verenigde Staten.

## Records
Voorafgaand aan het toernooi waren dit het wereldrecord en het kampioenschapsrecord
| Wereldrecord     | Verenigde Staten Regan Smith Lilly King Kelsi Dahlia Simone Manuel | 3.50,40 | Gwangju | 28 juli 2019    |
| Olympisch record | Australië Kaylee McKeown Chelsea Hodges Emma McKeon Cate Campbell  | 3.51,60 | Tokio   | 1 augustus 2021 |

## Uitslagen
De acht snelste ploegen in de series kwalificeerden zich voor de finale.

### Series
| Rang | Serie | Baan | Land             | Namen | Tijd    | Bijz. |
| ---- | ----- | ---- | ---------------- | --- | ------- | ----- |
| 1    | 1     | 4    | Australië        | Iona Anderson (58,67) Ella Ramsay (1.06,79) Alexandria Perkins (56,59) Meg Harris (52,76)                    | 3.54,81 | Q     |
| 2    | 2     | 5    | Canada           | Ingrid Wilm (59,42) Sophie Angus (1.06,07) Mary-Sophie Harvey (57,68) Penny Oleksiak (52,93)                 | 3.56,10 | Q     |
| 3    | 1     | 5    | China            | Wang Xue'er (59,75) Tang Qianting (1.05,74) Yu Yiting (56,50) Wu Qingfeng (54,25)                            | 3.56,34 | Q     |
| 4    | 2     | 4    | Verenigde Staten | Katharine Berkoff (58,98) Emma Weber (1.07,39) Alex Shackell (57,32) Kate Douglass (52,71)                   | 3.56,40 | Q     |
| 5    | 2     | 6    | Japan            | Rio Shirai (1.00,91) Satomi Suzuki (1.05,52) Mizuki Hirai (56,32) Rikako Ikee (53,77)                        | 3.56,52 | Q     |
| 6    | 2     | 3    | Zweden           | Hanna Rosvall (1.00,16) Sophie Hansson (1.07,24) Louise Hansson (56,62) Sarah Sjöström (53,31)               | 3.57,33 | Q     |
| 7    | 1     | 6    | Frankrijk        | Emma Terebo (59,16) Charlotte Bonnet (1.07,40) Marie Wattel (57,19) Mary-Ambre Moluh (53,65)                 | 3.57,40 | Q     |
| 8    | 1     | 3    | Nederland        | Maaike de Waard (1.00,19) Tes Schouten (1.07,88) Tessa Giele (57,01) Marrit Steenbergen (52,40)              | 3.57,48 | Q     |
| 9    | 1     | 7    | Duitsland        | Laura Riedemann (1.01,05) Anna Elendt (1.05,92) Angelina Köhler (56,74) Nina Holt (54,41)                    | 3.58,12 |       |
| 10   | 2     | 2    | Groot-Brittannië | Kathleen Dawson (1.00,67) Angharad Evans (1.05,40) Keanna Macinnes (58,72) Freya Anderson (53,55)            | 3.58,34 |       |
| 11   | 2     | 1    | Ierland          | Danielle Hill (1.00,84) Mona McSharry (1.05,38) Ellen Walshe (58,01) Grace Davison (55,89)                   | 4.00,12 | NR    |
| 12   | 1     | 2    | Polen            | Adela Piskorska (1.00,96) Dominika Sztandera (1.07,39) Paulina Peda (58,66) Kornelia Fiedkiewicz (53,93)     | 4.00,94 |       |
| 13   | 1     | 1    | Hongkong         | Hoi Shun Stephanie Au (1.01,49) Siobhán Haughey (1.07,01) Cheuk Tung Natalie Kan (59,75) Hoi Lam Tam (55,30) | 4.03,56 |       |
| 14   | 2     | 8    | Singapore        | Levenia Sim (1.02,30) En Yi Letitia Sim (1.06,76) Quah Jing Wen (59,94) Gan Ching Hwee (56,58)               | 4.05,58 |       |
|      | 1     | 8    | Denemarken       | Schastine Tabor Thea Blomsterberg Martine Damborg Elisabeth Sabroe Ebbesen                                   | DSQ     |       |
|      | 2     | 7    | Italië           | Margherita Panziera Benedetta Pilato Viola Scotto Di Carlo Sofia Morini                                      | DSQ     |       |

### Finale
| Rang   | Baan | Land             | Namen                                                                                          | Tijd    | Bijz. |
| ------ | ---- | ---------------- | ---------------------------------------------------------------------------------------------- | ------- | ----- |
| Goud   | 6    | Verenigde Staten | Regan Smith (57,28) Lilly King (1.04,90) Gretchen Walsh (55,03) Torri Huske (52,42)            | 3.49,63 | WR    |
| Zilver | 4    | Australië        | Kaylee McKeown (57,72) Jenna Strauch (1.07,31) Emma McKeon (56,25) Mollie O'Callaghan (51,83)  | 3.53,11 |       |
| Brons  | 3    | China            | Wan Letian (59,81) Tang Qianting (1.05,79) Zhang Yufei (55,52) Yang Junxuan (52,11)            | 3.53,23 |       |
| 4      | 5    | Canada           | Kylie Masse (58,29) Sophie Angus (1.06,54) Maggie Mac Neil (55,79) Summer McIntosh (53,29)     | 3.53,91 |       |
| 5      | 2    | Japan            | Rio Shirai (1.01,24) Satomi Suzuki (1.05,08) Mizuki Hirai (56,27) Rikako Ikee (53,58)          | 3.56,17 |       |
| 6      | 1    | Frankrijk        | Emma Terebo (59,00) Charlotte Bonnet (1.06,85) Marie Wattel (57,29) Beryl Gastaldello (53,15)  | 3.56,29 |       |
| 7      | 7    | Zweden           | Hanna Rosvall (1.00,38) Sophie Hansson (1.06,24) Louise Hansson (56,95) Sarah Sjöström (53,35) | 3.56,92 |       |
| 8      | 8    | Nederland        | Maaike de Waard (59,91) Tes Schouten (1.08,55) Tessa Giele (57,51) Marrit Steenbergen (53,55)  | 3.59,52 |       |